# Melissa Panarello

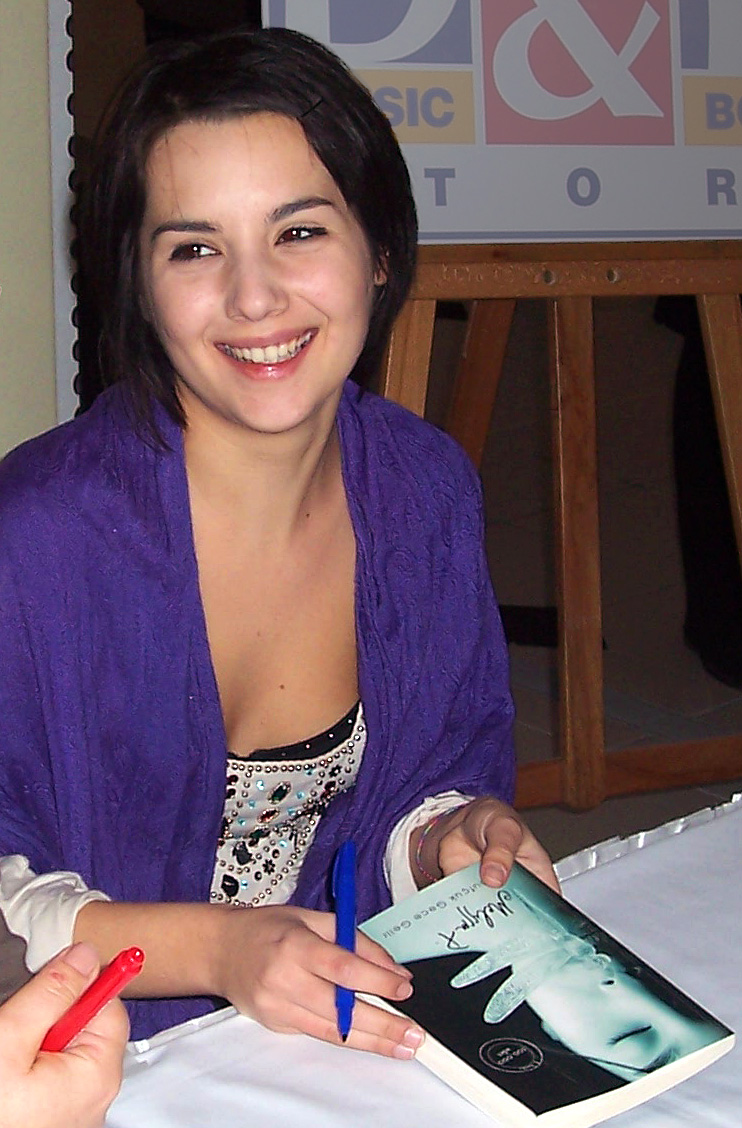
Melissa Panarello (2006)

Melissa Panarello (* 3. Dezember 1985 in Catania auf Sizilien) ist eine italienische Autorin.

## Leben
Sie veröffentlichte 2003 unter dem Pseudonym Melissa P. den erotischen Bestseller „Mit geschlossenen Augen“ (org.: 100 colpi di spazzola prima di andare a dormire), angeblich ihr persönliches Tagebuch über sexuelle Ausschweifungen als heranwachsendes Mädchen. In Verbindung mit diesem Buch erschienen auch (soft-)erotische Schwarz-weiß-Aufnahmen der Autorin, die auch im Internet kursieren. Das Buch wurde in über 40 Ländern publiziert. In Deutschland wurde es auch als Hörbuch veröffentlicht, das von Milka Loff Fernandes gelesen wird.
Eine Verfilmung durch Luca Guadagnino kam am 18. November 2005 in die italienischen Kinos und ist in Italien und ist auch in Deutschland als DVD erhältlich.
Ihr zweiter Roman „Dich lieben“ (L'odore del tuo respiro - „Der Geruch deines Atems“) erschien 2005 und trägt ebenfalls autobiographische Züge. 2006 erschien ihr drittes Werk mit dem Titel In nome dell'amore.
Im Dezember 2022 heiratete sie. Sie ist Mutter von 2 Kindern.

## Werke
- Mit geschlossenen Augen. München 2004, ISBN 3-442-45765-3.
- Dich lieben. Reinbek bei Hamburg 2006, ISBN 978-3-499-24246-5.